# Vrchovina
Vrchovina ist das tschechische Wort für Bergland bzw. Hügelland. Mit leicht variierendert Schreibweise kennen es auch andere slawische Sprachen.
Unter anderem tragen folgende geografische Regionen  diese Bezeichnung:
- Bobravská vrchovina (Bobrawa-Bergland), Teil der Brněnská vrchovina
- Brdská vrchovina (deutsch etwa Bridy-Bergland), zwischen Prag und Pilsen
- Brněnská vrchovina (Brünner Bergland), Untereinheit der Böhmisch-Mährischen Subprovinz (Česko-moravská subprovincie)
- Broumovská vrchovina (Braunauer Bergland), im Nordosten Böhmens
- Českomoravská vrchovina (Böhmisch-Mährische Höhe), auch Vysočina, fast 200 km langer, weitläufiger Höhenzug, Grenze zwischen Böhmen und Mähren
- Děčínská vrchovina (Böhmische Schweiz), in Nordböhmen
- Drahanská vrchovina (Drahaner Bergland), Teil der Brněnská vrchovina
- Hanušovická vrchovina (Hannsdorfer Bergland), Gebirgszug in den Ostsudeten
- Hornosvratecká vrchovina (deutsche etwa Bergland der Oberen Swratka), Teil der Českomoravská vrchovina
- Kysucká vrchovina (deutsch etwa Kischützer Bergland), Teil der Mittleren Beskiden (Slowakei)
- Litenčická pahorkatina (Litentschitzer Hügelland), auch Litenčické vrchy bzw. Litenčická vrchovina, Nordteil der Mittelmährischen Karpaten
- Ľubovnianska vrchovina (deutsch etwa Lublauer Bergland), Teil der Ostbeskiden (Slowakei)
- Mikulovská vrchovina (Nikolsburger Bergland), Höhenzug in Südmähren
- Ondavská vrchovina (deutsch etwa Ondauer Bergland), Teil der Niederen Beskiden (Slowakei)
- Tepelská vrchovina (Tepler Hochland), Nordwest-Böhmen
- Vizovická vrchovina (Wisowitzer Bergland), Gebirgszug der Slowakisch-Mährischen Karpaten